# Dan Kihlström
Dan Edvin Christian Kihlström, född 2 augusti 1957 i Hjo, är en svensk politiker (kristdemokrat). Han var ordinarie riksdagsledamot 1998–2010, invald för Värmlands läns valkrets.
I riksdagen var han ledamot i kulturutskottet 1998–2002 och 2006–2010 samt ledamot i krigsdelegationen 2009–2010. Han var även suppleant i bostadsutskottet, civilutskottet, justitieutskottet, kulturutskottet, miljö- och jordbruksutskottet, socialutskottet och utrikesutskottet.
Han har arbetat som frikyrkopastor och utbildningssekreterare. Kihlström är gift och har fyra barn och är bosatt i Skåre utanför Karlstad.